# Лазиская (Замойский повет)
Лазиская (пол. Łaziska) — деревня в Замойском повете Люблинского воеводства Польши. Входит в состав гмины Скербешув. Находится примерно в 13 км к северо-востоку от центра города Замосць. По данным переписи 2011 года, в деревне проживало 311 человек.
В 1975—1998 годах деревня входила в состав Замойского воеводства.

## Население
Демографическая структура по состоянию на 31 марта 2011 года:
|         | Всего | До трудоспособного возраста | Трудоспособного возраста | Старше трудоспособного возраста |
| ------- | ----- | --------------------------- | ------------------------ | ------------------------------- |
| Мужчины | 145   | 28                          | 95                       | 22                              |
| Женщины | 166   | 34                          | 87                       | 45                              |
| Всего   | 311   | 62                          | 182                      | 67                              |